# November 2013
| November 2013 |
| Månader under 2013: Januari · Februari · Mars · April · Maj · Juni · Juli · Augusti · September · Oktober · November · December ← December 2012 · Januari 2014 → |

## Händelser
- 11 000 barn ska ha torterats eller dödats under Inbördeskriget i Syrien.[källa behövs]

### 9 november
- Tyfonen Haiyan drar in över Filippinerna och uppmäts vara den kraftigaste någonsin. I staden Tacloban på Leyte ska runt 10 000 invånare ha omkommit.

### 10 november
- Ett jordskalv med magnituden 5,5 skakar Japans huvudstad Tokyo.
- Tyfonen Haiyan drar in över Kina och delar av Vietnam, efter att den dagen innan har skakat Filippinerna.

### 12 november
- Ett godståg spårar ur i en tunnel norr om Stockholms södra station. Det orsakar omfattande skador.

### 13 november
- Två jaktflygplan kolliderar under en flygövning i luften över Lestijärvi i mellersta Finland. En man omkommer.
- Ett bombdåd dödar 20 personer i centrala Bagdad. Dådet riktas mot shiamuslimska pilgrimer.
- Ett kamelvirus upptäcks i Kuwait.

### 14 november
- Världens dyraste diamant på 60 karat säljs för 320 miljoner kronor.

### 16 november
- Abdulla Yamin vinner presidentvalet i Maldiverna och tar över efter oppositionsledaren Mohamed Nashid.

### 17 november
- En Boeing 737 exploderar vid en kraschlandning nära staden Kazan i Ryssland. 44 passagerare ombord omkommer.

### 21 november
- Flera människor omkommer när ett varuhustak rasar i Riga i Lettland.[1]

### 30 November
- Paul Walker omkommer i en bilolycka i en stad nära Kalifornien.